# Созонова, Надежда Владимировна
Надежда Владимировна Созонова (в девичестве Ярмоцкая, после первого замужества Кудинова, родилась 14 августа 1991 года в городе Аксай, Ростовская область) — российская регбистка, полузащитник команды ЦСКА, капитан женской сборной России по регби-7 с 2021 года. Чемпионка Универсиады 2013 года, чемпионка Европы 2013, 2014 и 2016 годов, серебряный призёр чемпионата Европы 2015 года. Капитан сборной России. Заслуженный мастер спорта России.

## Биография
Надежда начинала заниматься в Ростове-на-Дону гандболом, перейдя в регби после расформирования гандбольной команды. Тренер по гандболу — Анатолий Пак. Первый опыт был в регбилиг: Надежда играла за ростовские команды, позже дебютировала в женской сборной России по регбилиг в 2008 году на чемпионате мира по регбилиг и попала в символическую сборную (россиянки тогда выиграли только один матч, победив француженок 18:12, и проиграли австралийкам и англичанкам 0:72).
В 2008 году в последнем туре чемпионата России по регби-7 в Краснодаре она встретила Михаила Юрьевича Коробова и стала игроком краснодарской команды «Южанка», продолжая учиться в Краснодарском государственном университете физической культуры, спорта и туризма (КГУФКСТ). По собственному утверждению, Надежда долгое время не видела особой разницы между регби-7 и регбилиг. На регби-7 ставку Надежда сделала после того, как узнала, что этот вид спорта включили в программу Летних Олимпийских игр 2016 года. Продолжала карьеру в клубе ЦСП № 4 (он же «Кубань»), в 2019 году перебралась с семьёй в Москву и стала игроком ЦСКА. В составе сборной России по регби-7 Надежда попала в заявку на чемпионат Европы 2009 года (команда заняла там 7-е место).
Выступала за сборную по регби-7 на Универсиаде 2013 года в Казани и была капитаном команды: Россия в том финале победила Италию (30:10). Выиграла в составе российской сборной чемпионат Европы 2013, 2014 и 2016 года. Серебряный призёр чемпионата Европы 2015 года. Играла на домашнем чемпионате мира 2013 года и стала лучшим игроком сборной России: известность Надежде принёс забег в матче против сборной Англии по левому флангу, когда Надежда в самом начале матча чуть было не занесла попытку, убежав ото всей английской сборной: её остановили только в сантиметрах от зачётной зоны. В том же матче Надежда повторила забег, отдав результативную передачу на Марину Петрову.
Постоянно выступала в Мировой серии регби-7: попадала в символические сборные некоторых этапов. Номинирована на премию «Игрок года в регби-7» 2015 года, лучший игрок 2015 года по версии журнала «Scrumqueens», так же член символической сборной 2013—2015 года по версии этого же журнала. В 2016 году выиграла снова титул чемпионки Европы, в том же году стала бронзовым призёром чемпионата Европы по регби-15. В 2019 году по версии журнала «Scrumqueens» была включена в сборную десятилетия по регби-7.
В 2019 году Надежда стала чемпионкой Европы по пляжному регби в составе российской сборной. В 2021 году выступила на первом этапе чемпионата Европы по регби-7 в Лиссабоне, одержав там победу; второй этап пропустила по решению главного тренера сборной России Андрея Кузина. В июле того же года включена в заявку команды ОКР на Олимпиаду в Токио.

## Личная жизнь
Муж — регбист Владислав Созонов, есть сестра Наталья. 9 ноября 2018 года родила сына Святослава. Утверждает, что готова[когда?] водить его в спортивные секции, но не будет давить на него в принятии решения по занятиям спортом. Есть племянник Артём.